# فيسنتي كاناس
فيسنتي كاناس (بالبرتغالية: Vicente Cañas؛ بالإسبانية: Vicente Cañas) هو مبشر برازيلي وإسباني، ولد في 22 أكتوبر 1939 في ألبوريا في إسبانيا، وتوفي في 6 أبريل 1987 في ماتو غروسو في البرازيل.